# Chicago Heights
Chicago Heights est une ville située dans le comté de Cook en proche banlieue de Chicago dans l'État de l'Illinois aux États-Unis.

## Personnalités
- Anna Irwin Young (1873-1920), professeure de mathématiques, de physique et d'astronomie, est née à Chicago Heights.